# Pavlina R. Tcherneva
Pavlina R. Tcherneva est une économiste américaine. Elle est professeure associée au Bard College. Classée à gauche, proche de Bernie Sanders et notamment sensible à la question écologique, elle est une spécialiste de la théorie monétaire moderne et défend la mise en place d'une garantie d'emploi aux États-Unis. 

## Publications
- 2021 : La garantie d'emploi : L'arme sociale du Green New Deal, Éditions La Découverte[2]